# Всероссийский институт научной и технической информации РАН
Всероссийский институт научной и технической информации РАН — российское научное учреждение, один из крупнейших центров развития информатики в СССР и России. Издаёт реферативные журналы, ведёт базы данных по научным публикациям в Российской Федерации и мире.
Основано в 1952 году академиком А. Н. Несмеяновым под названием Институт научной информации. Главное здание в Москве. В Люберцах расположен производственно-издательский комбинат «ВИНИТИ» — «Наука» (ранее ФГУП «ПИК ВИНИТИ»). В СССР находился в ведомстве АН СССР и Государственного комитета Совета Министров СССР по науке и технике.

## Реферативный журнал
С 1953 года ВИНИТИ издаёт Реферативный журнал по различным областям науки и техники. В более 200 тематических выпусках журнала (с периодичностью 1—2 раза в месяц) публикуются рефераты на основе обработки около одного миллиона документов (диссертаций, журналов, книг) ежегодно из 130 стран мира на 66 языках в области точных, естественных, медицинских и технических наук.

### Сводные тома журнала
191 выпуск журнала объединены в 24 сводных тома по разделам наук (остальные 41 выходят отдельными выпусками), в том числе, в следующих областях:
- Автоматика и вычислительная техника. Радиотехника. Связь. Электроника
- Астрономия. Геодезия. Космические исследования. Исследование Земли из космоса
- Биология. Биотехнология. Бионанотехнологии. Бионаноматериалы
- География. Геофизика
- Геология. Горное дело
- Информатика
- Издательское дело и полиграфия
- Математика. Вычислительные науки
- Машиностроение.
- Медицина
- Металлургия. Сварка
- Метрология и измерительная техника
- Механика
- Обеспечение безопасности в чрезвычайных ситуациях
- Охрана окружающей среды и воспроизводство природных ресурсов
- Транспорт
- Физика
- Химия и химическая технология
- Экономика и управление
- Электротехника
- Энергетика

### Структура реферата

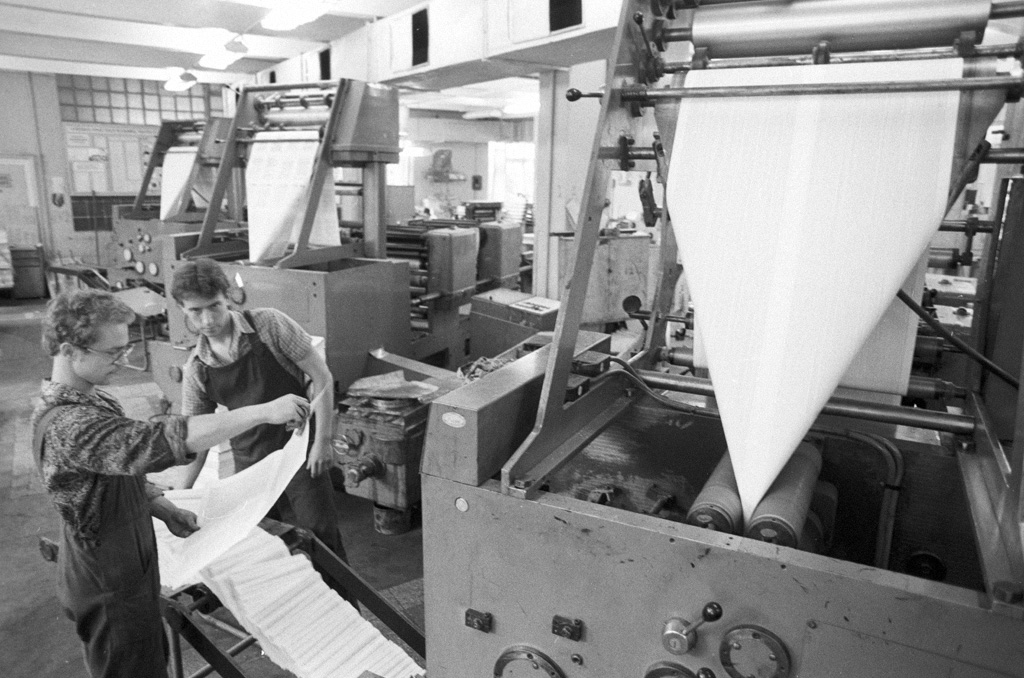
Типография ВИНИТИ. 1983.

Каждый реферат имеет следующую стандартизированную структуру описания:
- Порядковый номер реферата (например: 97.03-04М5.961.)
- Заглавие на русском языке
- Заглавие на языке оригинала
- Авторы
- Сокращенное название издания (реферируемого журнала, книги)
- Год публикации
- Том
- Выпуск
- Страницы статьи
- Язык первоисточника
- Реферат
- Адрес первого автора
- Библиография

## Электронные услуги

### База данных ВИНИТИ РАН[4]
База данных (БД) ВИНИТИ РАН — федеральная база российских и зарубежных публикаций по естественным, точным и техническим наукам, генерируется с 1981 года, обновляется ежемесячно, пополнение составляет около 1 млн документов в год. БД включает 28 тематических фрагментов, состоящих более чем из 200 разделов. Услуги доступа предоставляются на основании подписки.

### Электронная информационная служба по физике[5]
Электронная информационная служба по физике PEIS-V (Physics Electronic Information Service by VINITI — система поиска библиографической информации по физике ВИНИТИ РАН) обеспечивает максимально раннее ознакомление специалистов с проблемным и тематическим содержанием статей из научных физических журналов всего мира. Проводится детальная систематизация статей на основе классификационных схем ВИНИТИ РАН по физике, связанных с PACS (Physics and Astronomy Classification Scheme — схема классификации по физике и астрономии), для осуществления пользователем адресного тематического поиска по электронным журналам с выводом по гиперссылке на аннотацию статьи. Полные тексты статей могут быть доступны пользователю после оформления запроса на нужную статью. Обновление базы данных PEIS-V прекращено с 1 июня 2018 года.

### Электронный каталог[6]
Электронный каталог аккумулирует в себе результаты регистрации входного потока научно-технической литературы в ВИНИТИ РАН. Он отличается от традиционного библиотечного каталога тем, что отражает литературу, использованную для подготовки реферативных продуктов (базы данных и реферативных журналов) независимо от того, поступила ли эта литература на хранение в фонд ВИНИТИ или была возвращена в фонды других библиотек и прочим владельцам. Данные о постоянном месте хранения включены в описание изданий. Доступ к «Электронному каталогу ВИНИТИ» осуществляется свободно. Данные электронного каталога представлены в виде развернутого библиографического описания с аннотацией.
В электронном каталоге хранятся полные сведения о следующих видах литературы:
- опубликованные научные издания всех видов (периодические и продолжающиеся издания, сборники статей, материалы конференций, монографии, учебники для вузов, депонированные работы, авторефераты диссертаций и др.), поступающие на хранение в фонд ВИНИТИ;
- периодические издания из фондов других библиотек (БЕН РАН, ГПНТБ России и др.);
- электронные зарубежные и российские периодические издания, доступные ВИНИТИ РАН на платформах издательств и владельцев электронных ресурсов;
- издания из личных библиотек ученых и специалистов, полученные от владельцев во временное пользование для отражения в реферативной базе данных.

## Директора
- Д. Ю. Панов (1952—1956)
- А. И. Михайлов (1956—1986)
- И. А. Болошин (1986—1987)
- П. В. Нестеров (1987—1993)
- Ю. М. Арский (1993—2015)
- врио директора М. Р. Биктимиров (2015—2017)
- врио директора Ю. Н. Щуко (2017—2020)
- М. Ф. Мизинцева (с 18 марта 2020 года по 24 мая 2021 года)[7][8][9][10]
- врио директора Н. В. Червинская (с 25 мая 2021 года)[11][12]
- ио директора С. В. Гарбук (с 23 августа 2024 года)[13]